# ブレンツキシマブ ベドチン
ブレンツキシマブ ベドチン（Brentuximab vedotin）は抗CD30モノクローナル抗体に微小管阻害薬のモノメチルアウリスタチンE(monomethyl auristatin E; MMAE)が結合した分子標的治療薬であり、アドセトリス（Adcetris）の商標名で販売されている。開発はシアトルジェネティクス社とミレニアム社の共同開発であり、日本での製造販売は武田薬品工業が行っている。
日本では2014年1月に、「再発または難治性のCD30陽性のホジキンリンパ腫、未分化大細胞型リンパ腫」を適応として製造承認された。

## 効能・効果
再発または難治性のCD30陽性の下記疾患
- ホジキンリンパ腫
- 未分化大細胞リンパ腫

## 薬理
抗CD30抗体製剤はHodgkinリンパ腫には抗腫瘍効果を示さなかった。抗CD30抗体にリンカーを介してチューブリン重合阻害薬であるモノメチルアウリスタチンE(MMAE)を結合させたものが本薬剤である。腫瘍細胞表面のCD30に結合した後、インターナリゼーション(リガンド媒介性のエンドサイトーシス)により、腫瘍細胞内へ取り込まれる。細胞内でリソゾームへ輸送され、加水分解酵素によりリンカーが切断され、MMAEが細胞内に放出される。MMAEはチューブリンに結合し、微小管形成が阻害され、抗腫瘍効果を発揮すると考えられている。

## 副作用
以下のものが重度の副作用として挙げられている。
- 末梢神経障害
- 感染症
- 進行性多巣性白質脳症
- 骨髄抑制
- 注入反応
- 腫瘍崩壊症候群
- 皮膚粘膜眼症候群（Stevens-Johnson症候群）
- 急性膵炎
- 劇症肝炎、肝機能障害
- 肺障害